# Volvariella bombycina
Volvariella bombycina  (Jacob Christian Schäffer ex Rolf Singer, 1951), din încrengătura Basidiomycota în familia Pluteaceae și de genul Volvariella, numită în popor burete păros sau opincuță, este o ciupercă comestibilă. Acest burete este o specie saprofită nu prea frecventă care crește de obicei izolată, dar de asemenea întâlnită în grupuri mici, pe cioturi și bușteni de foioase  în putrefacție (în special pe acei de ulmi sau arțari, dar de asemenea sub alții), deseori și pe crăci căzute și apoi acoperite de pământ sau în interiorul scorburilor arborilor bătrâni, chiar la câțiva metri înălțime. El se dezvoltă în România, Basarabia și Bucovina de Nord de la câmpie  până la munte, din (iunie) iulie până toamna târziu.

## Descriere

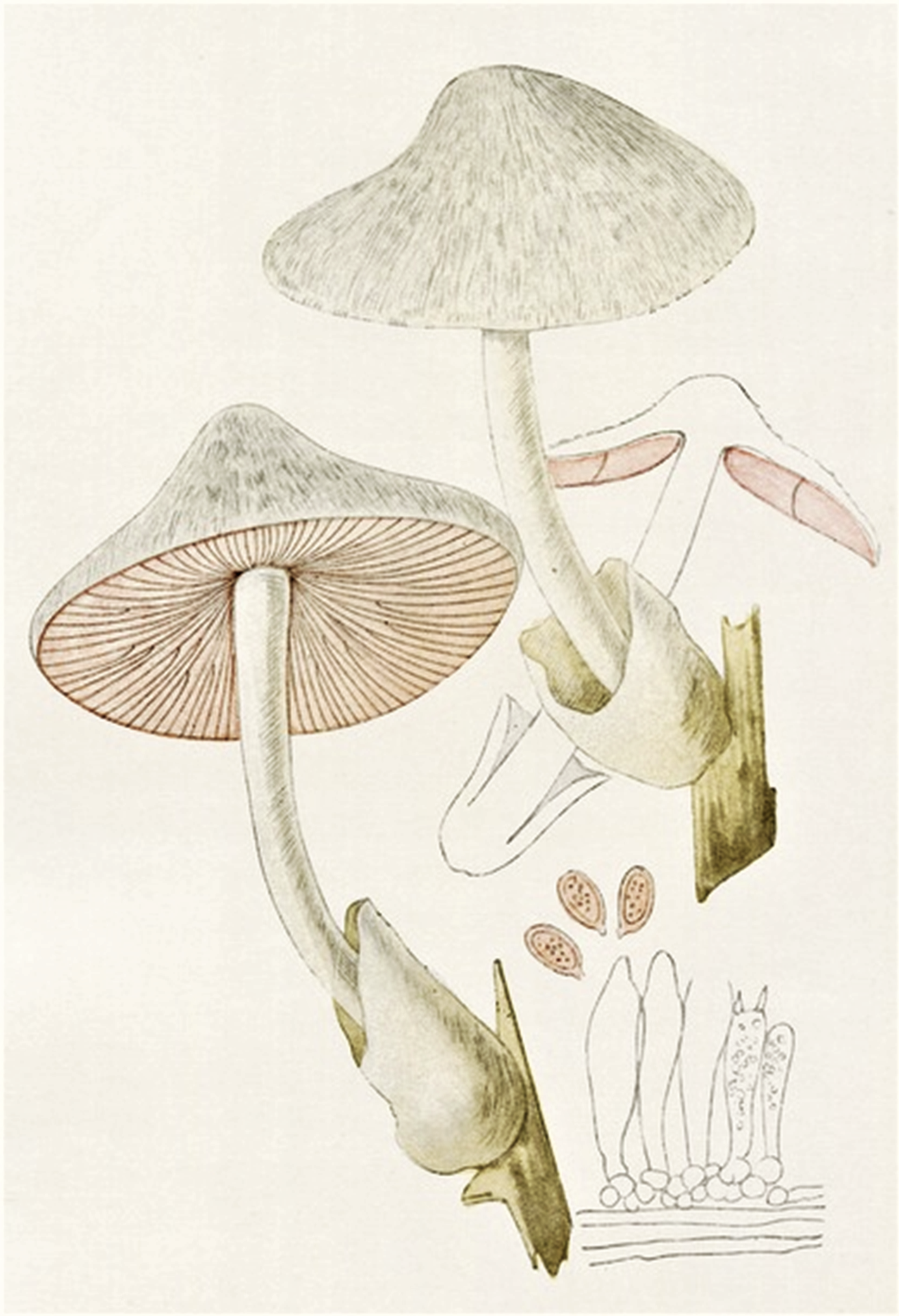
Bres.: Volvaria bombycina

Ordinul Agaricales este de diversificare foarte veche (între 178 și 139 milioane de ani), începând din timpul perioadei geologice în Jurasic în diferență de exemplu cu genul Boletus (între 44 și 34 milioane de ani).
Această specie are un velum universale (văl universal), o membrană subțire care o învelește la începutul evoluției ei, extinzându-se de la vârful pălăriei la capătul inferior al piciorului. Scurt timp mai târziu, membranele se rup, lăsând urme de fulgi pe pălărie și o rămășiță în formă de săculeț la bază, numită volva (vagin).
- Pălăria: are un diametru de aproximativ 5-20 cm, este foarte cărnoasă și ceva moale, amenajată central peste picior, pălărie și picior fiind ușor separabili. La început este semisferică, în formă de ou, apoi în formă de clopot, devenind convexă și câteodată ușor cocoșată, la sfârșitul perioadei mai mult sau mai puțin aplatizată. Marginea ei este niciodată ondulată și suprapusă peste lamele. Cuticula mătăsos-lânoasă (datorit pufului foarte des ce o acoperă), este albicioasă sau albă ca zăpadă, la sfârșit cu tonuri gălbuie. Ciuperca poartă rar fulgi un pic mai închiși, puțin pronunțați (rest al velum universale), pentru că dispar repede după o ploaie.
- Lamelele: sunt aglomerate, intercalate de altele mai mici cu marginea câteodată zimțată, libere (fără contact cu picior), bulboase, fiind inițial de culoare albă, la maturitate cu nuanțe de roz și la bătrânețe brun-roză.
- Piciorul: El are o lungime de 6-20 cm și o lățime de 0,8-2 cm, este plin, fragil, fără bulb și inel precum de culoare albicioasă. La bază se află o volvă foarte înaltă și lobată (rest al vălului universal) care înfășură piciorul pe aproape jumătate din înălțimea sa, fiind la început de un colorit albicios-murdar, apoi repede ocru până maroniu.
- Carnea: este albă, mai tare în tinerețe, apoi mai moale, cu miros puternic, ceva de ridichi și gust plăcut.

Caracteristici microscopice: are spori ovoidali și netezi cu o mărime de 7-8,5 x 5-6 microni. Pulberea lor este brun-roză.

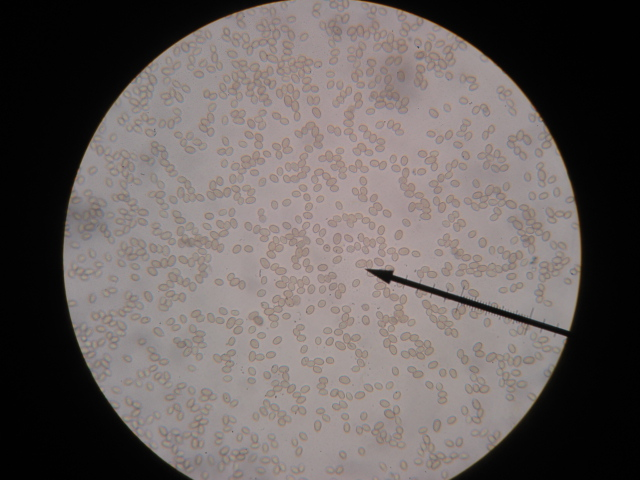
V. bombycina, spori
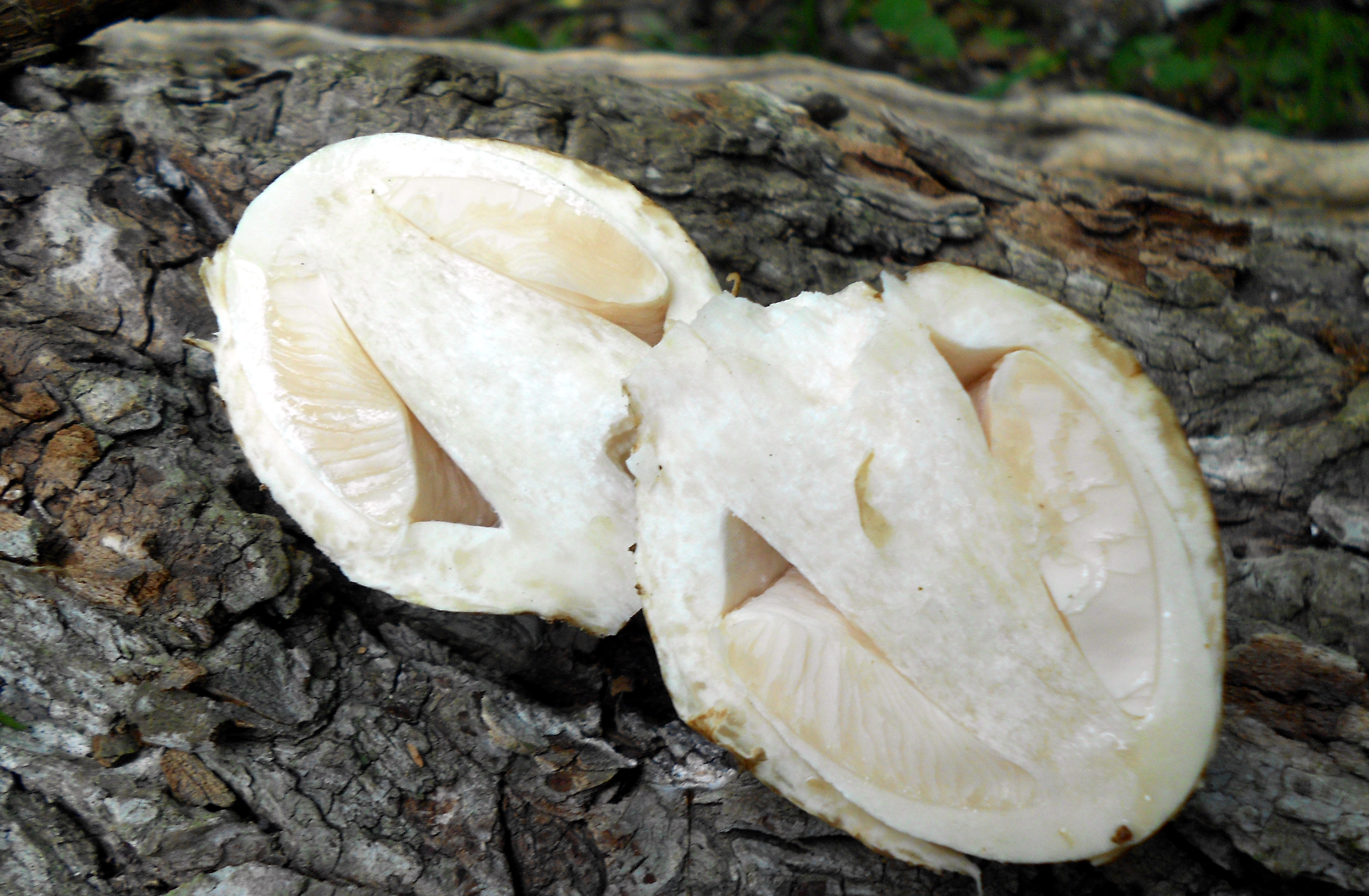
V. bombycina tânăr
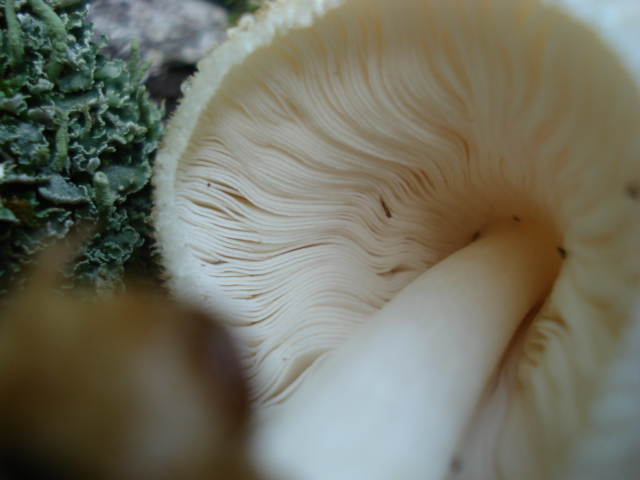
V. bombycina, lamele
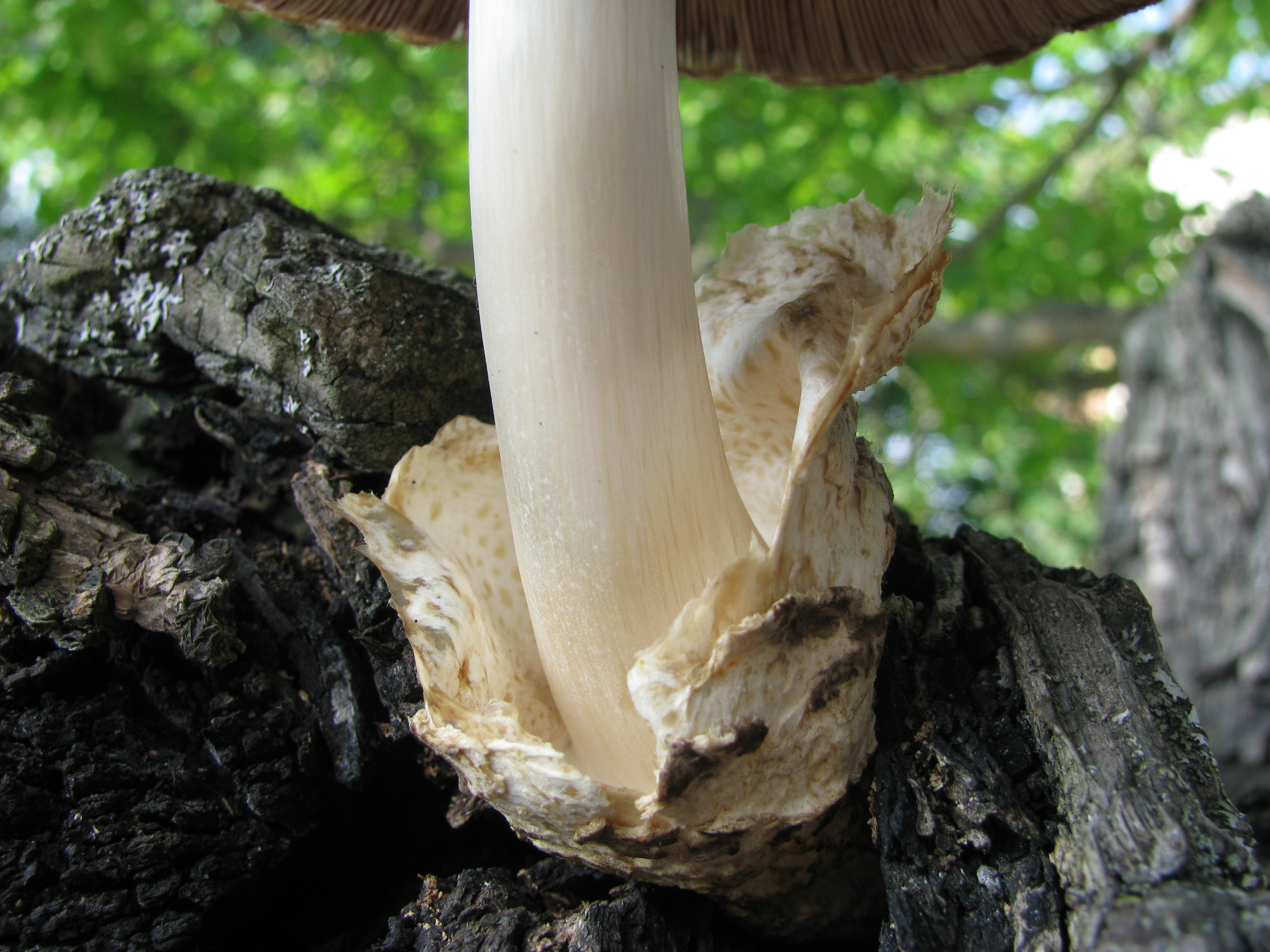
V. bombycina, volvă
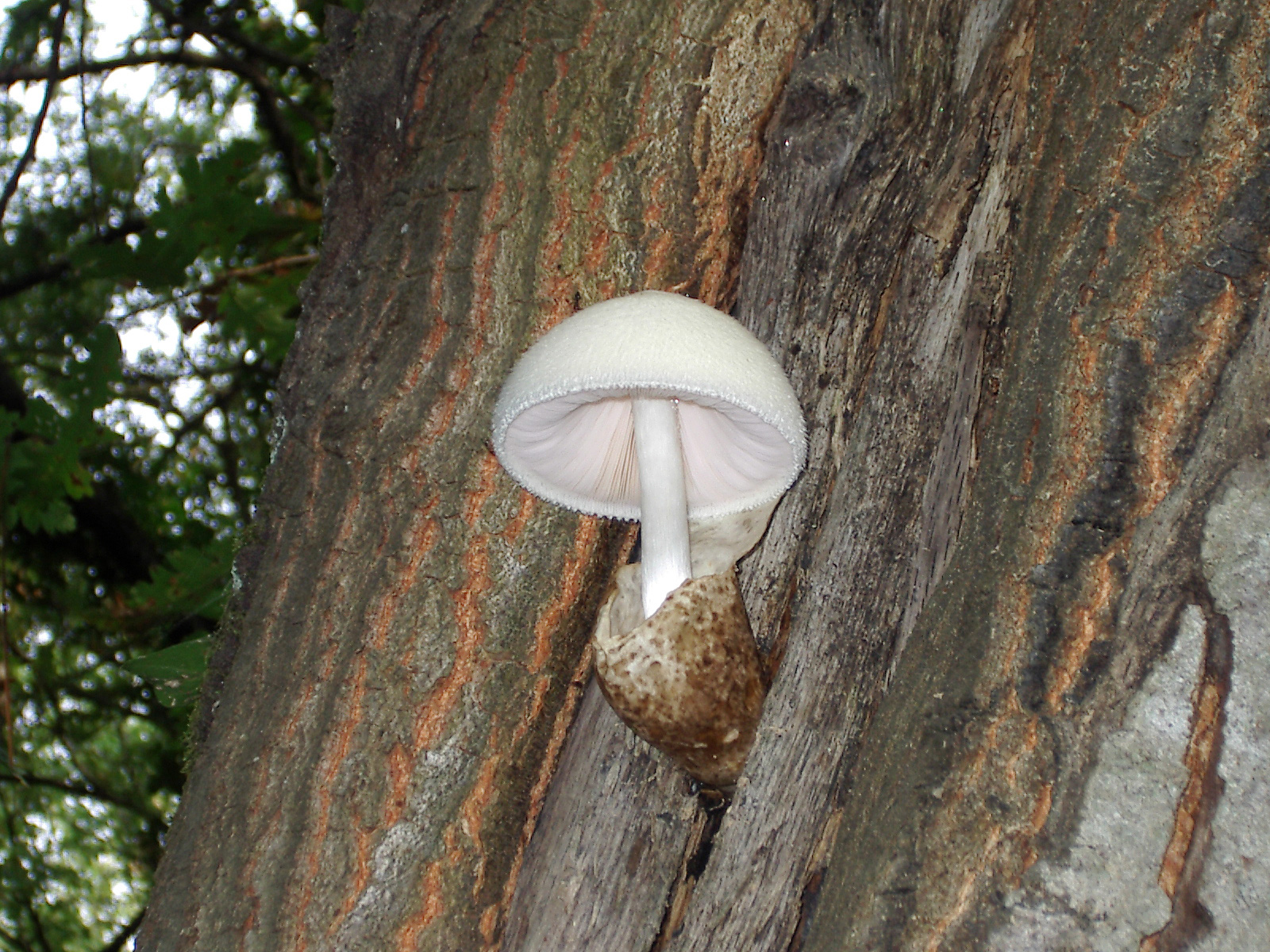
V. bombycina parazitar
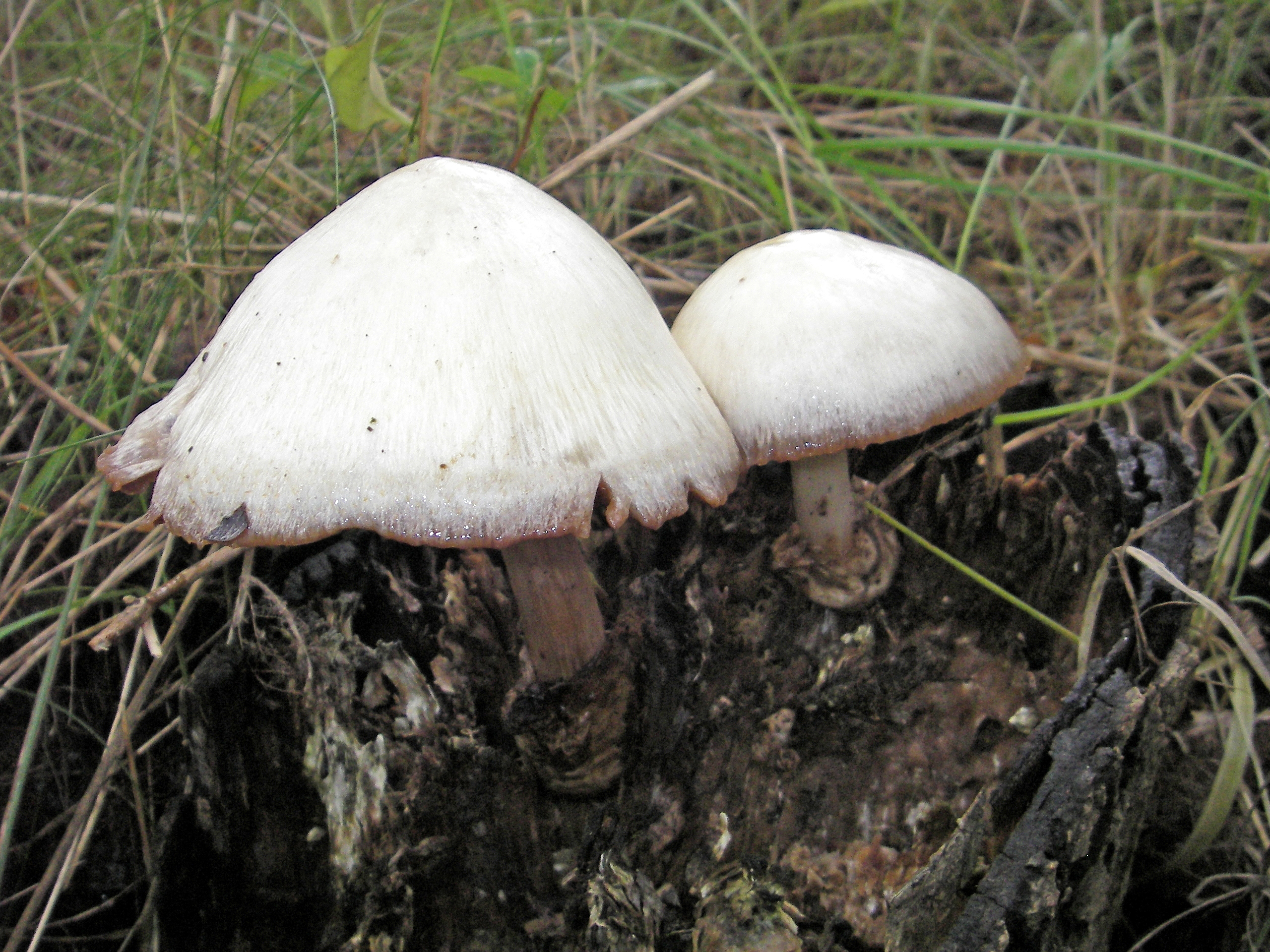
V. bombycina ca saprofit

## Confuzii
Ca ou sau crescând din crăci căzute și apoi acoperite de pământ sau frunziș, buretele poate fi confundat cu speciile mortale Amanita verna, Amanita virosa sau Amanita phalloides (toate trei cu manșetă și bulb), dar de asemenea cu Amanita vaginata (comestibilă), Clitocybe nebularis (comestibilă, cuticulă cenușie, fără volvă, miros intensiv) sau cu acele de genul ei, ca de exemplu cu necomestibila Volvariella murinella precum comestibilele Volvariella speciosa sau Volvariella volvacea inclus Volvariella volvacea var. nigrovolvacea.

## Ciuperci asemănătoare

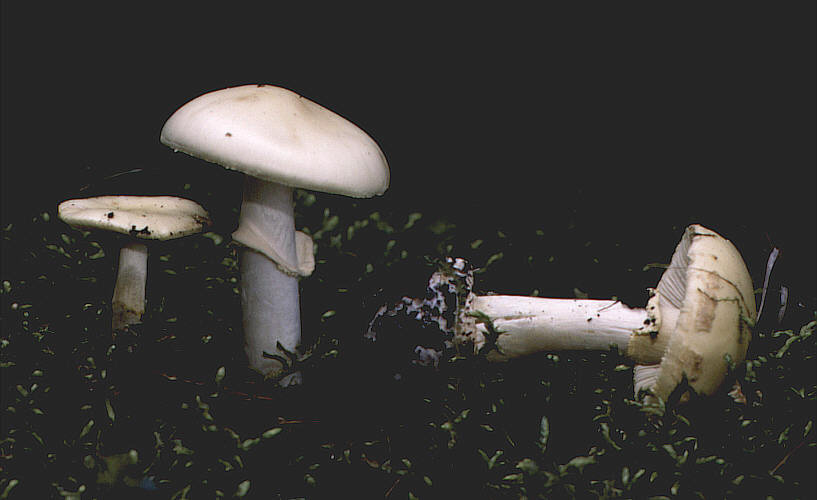
Amanita verna
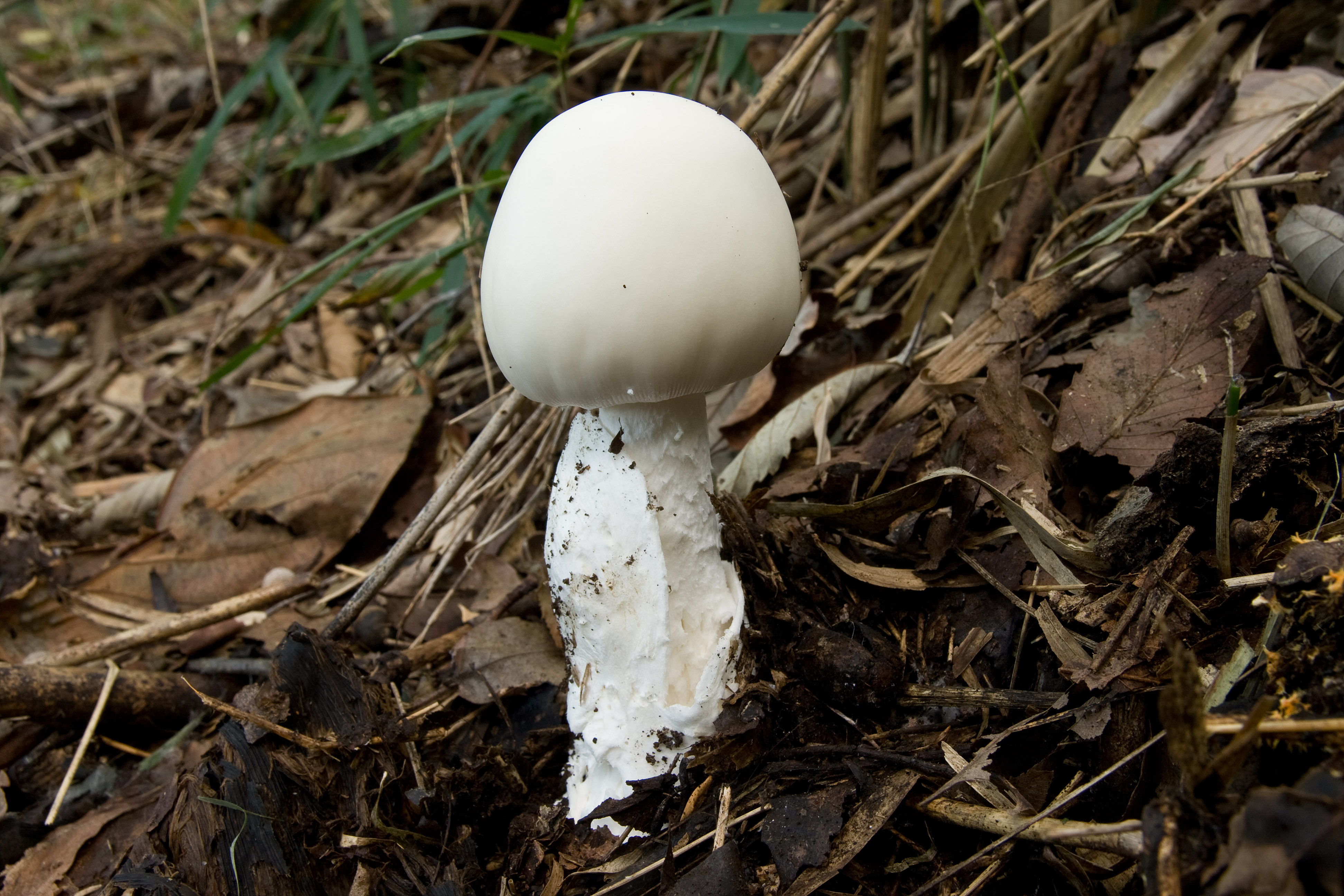
Amanita virosa
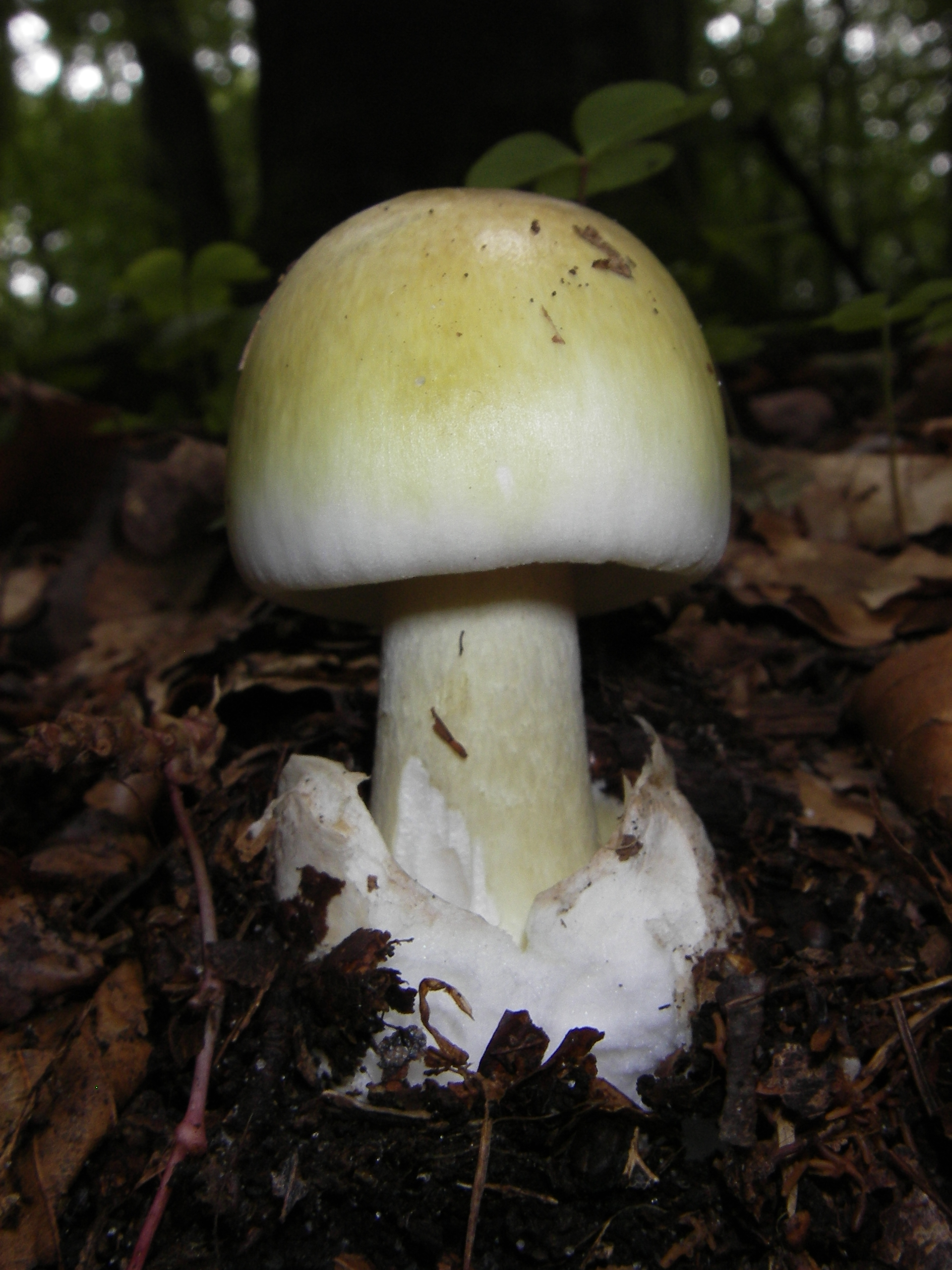
Amanita phalloides
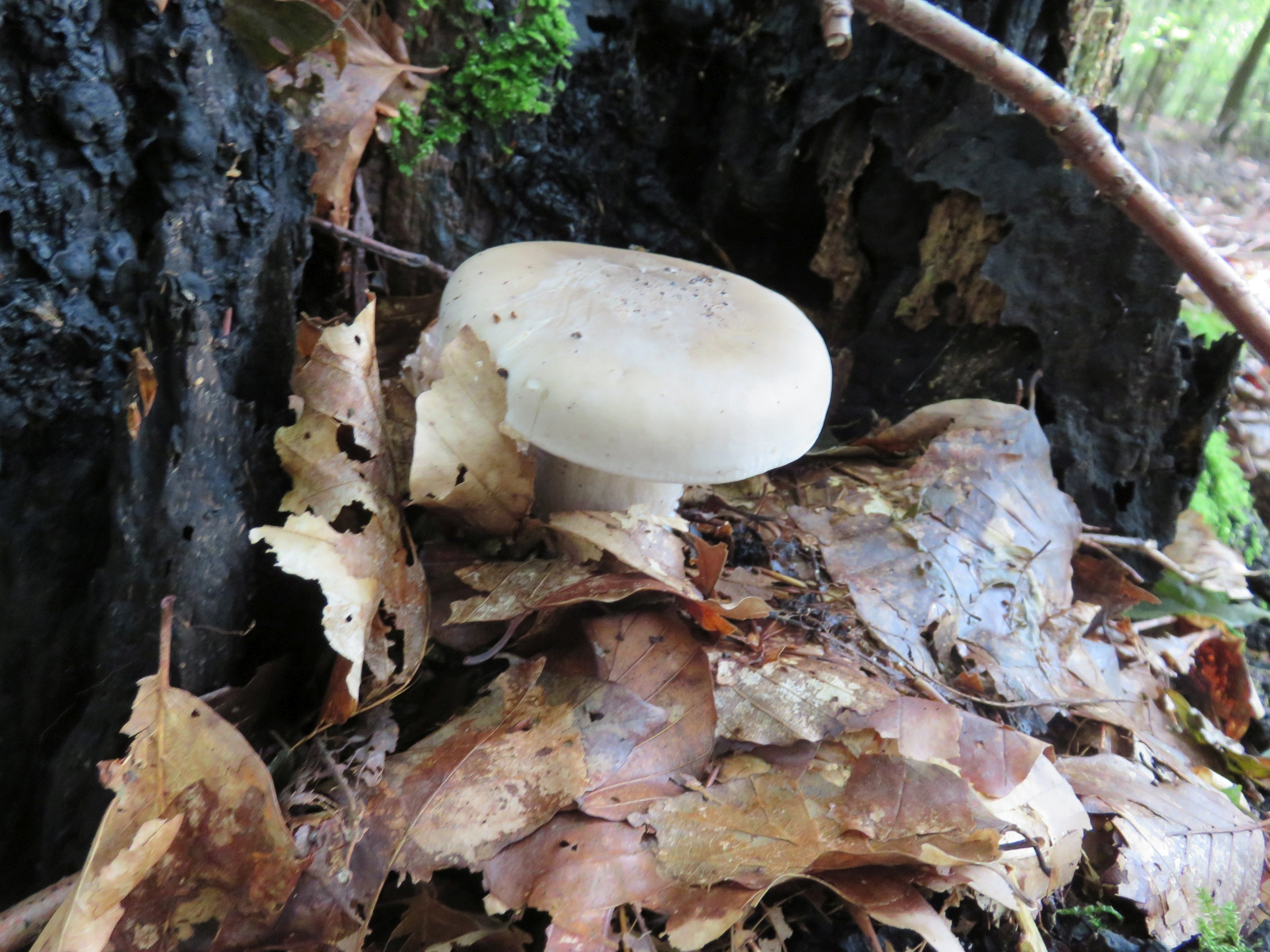
Clitocybe nebularis
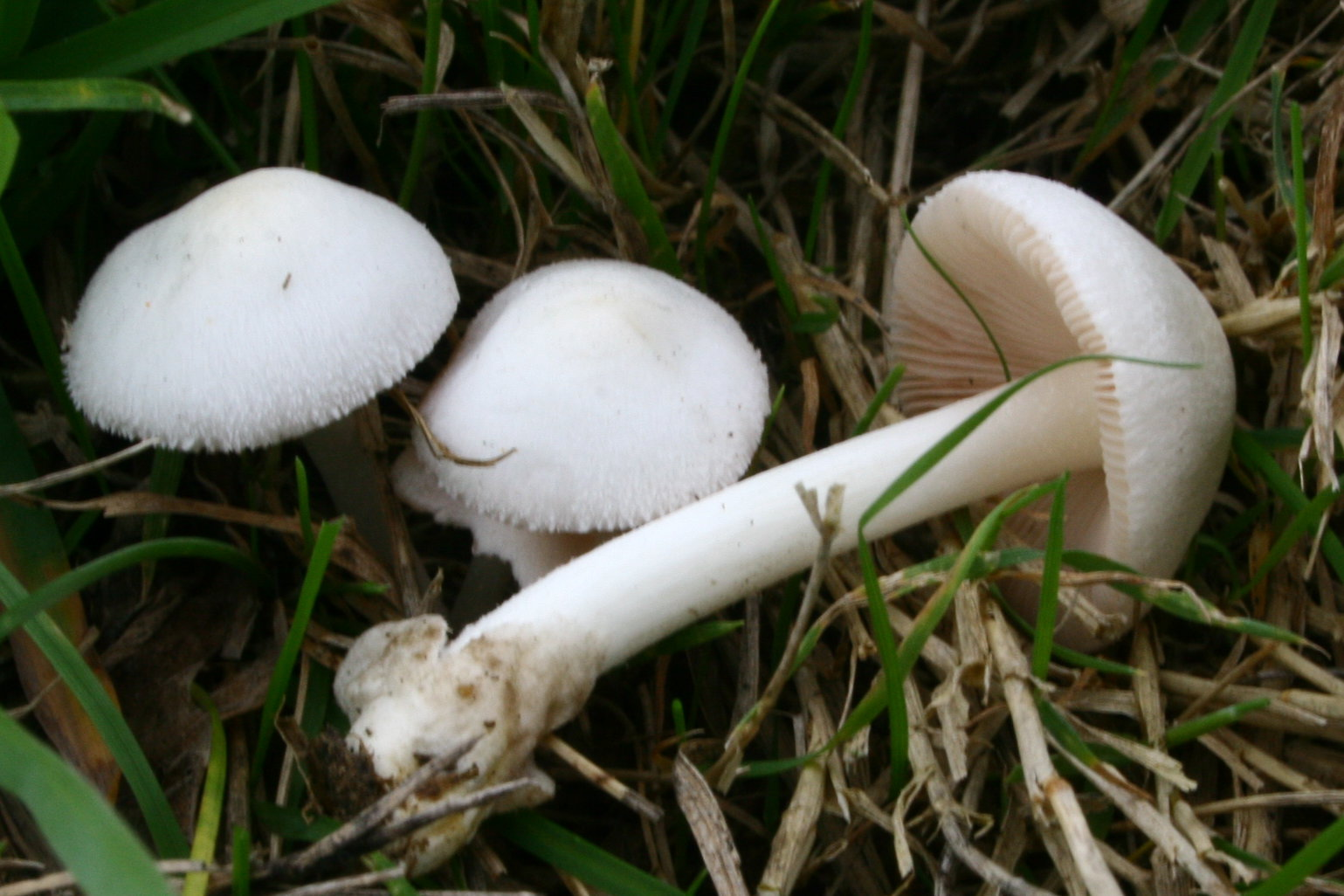
V. pusilla asemănător V. murinella, mai mic
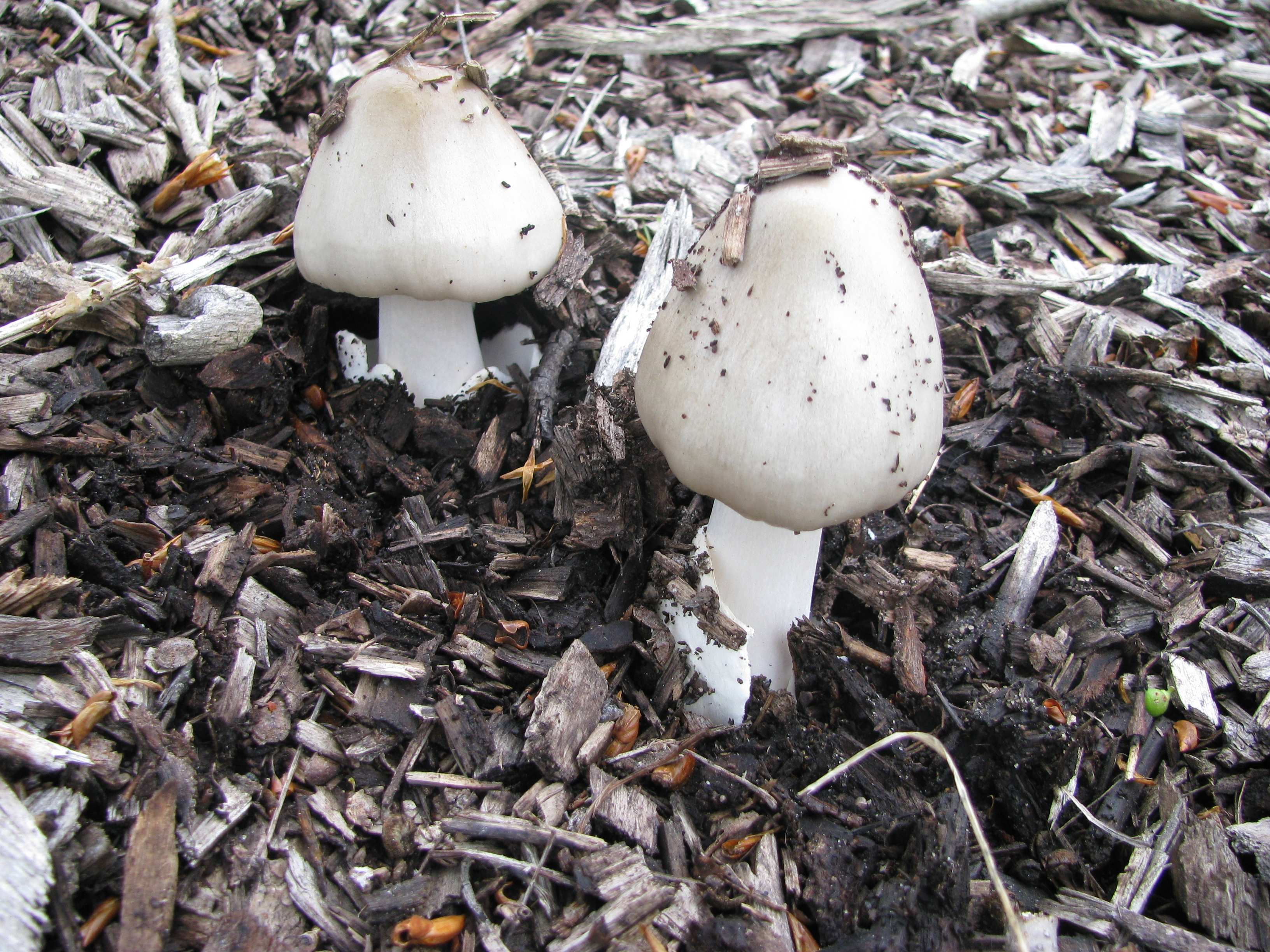
V. speciosa
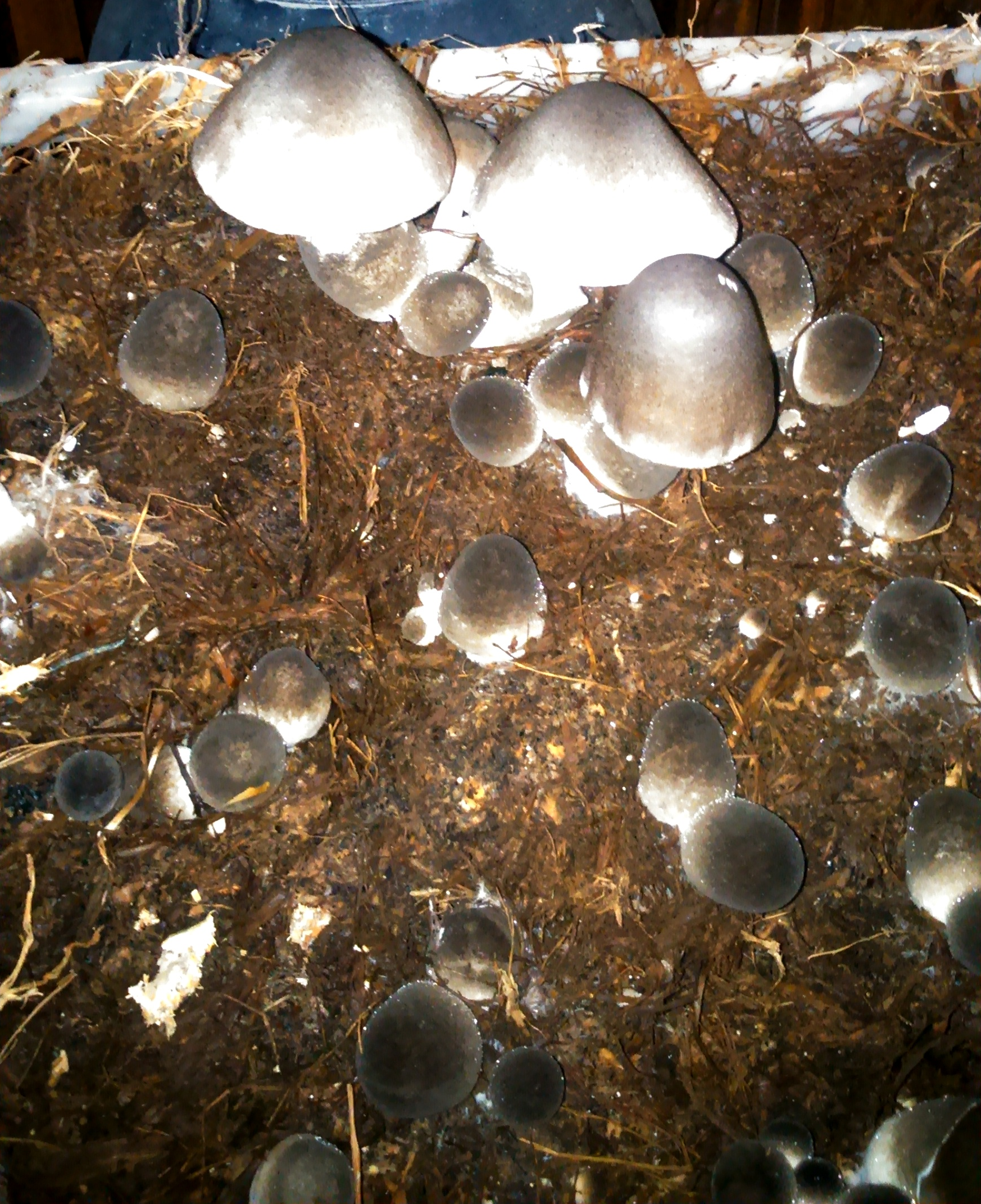
V. volvacea
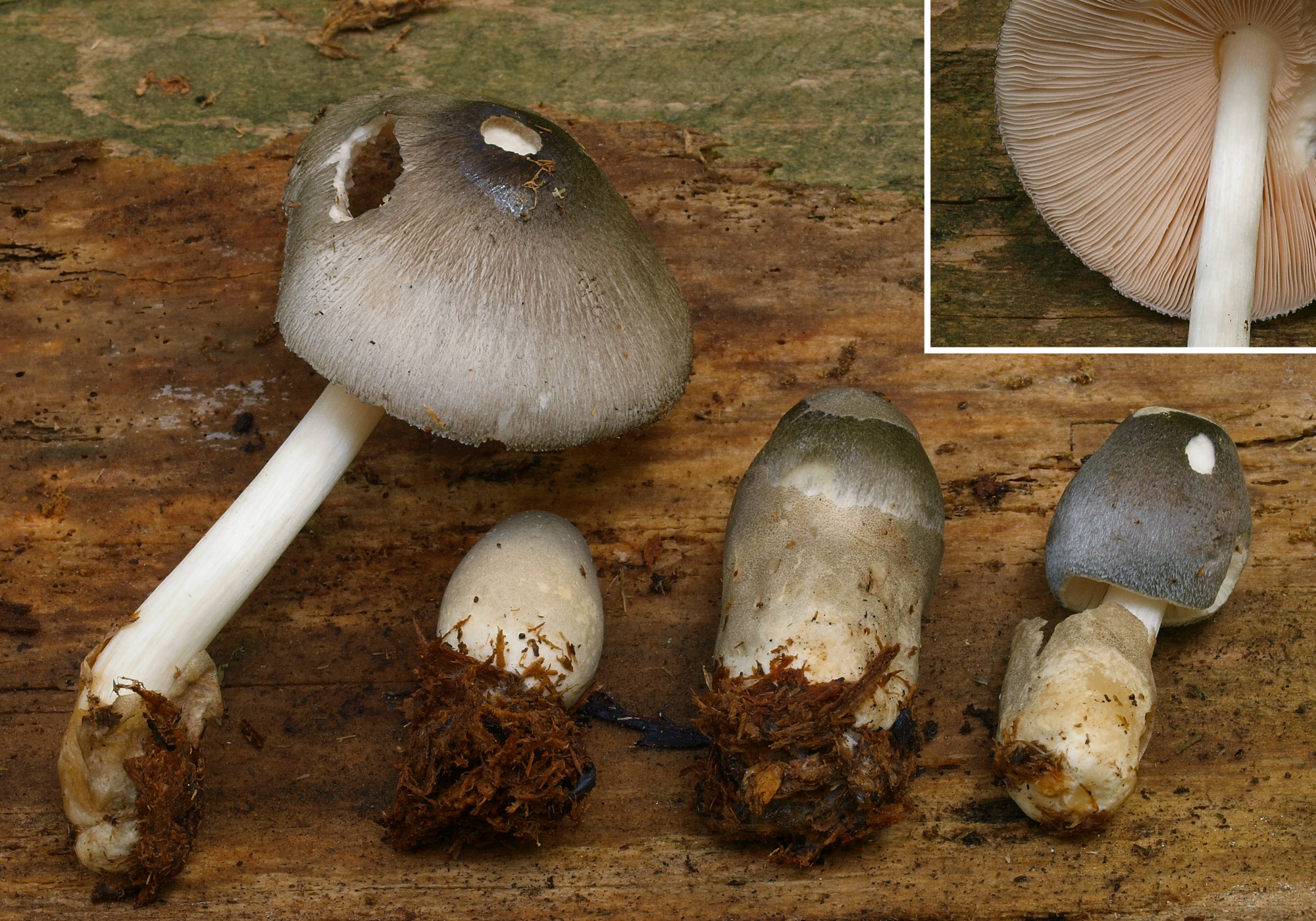
V. volvacea var. nigrovolvacea

## Valorificare

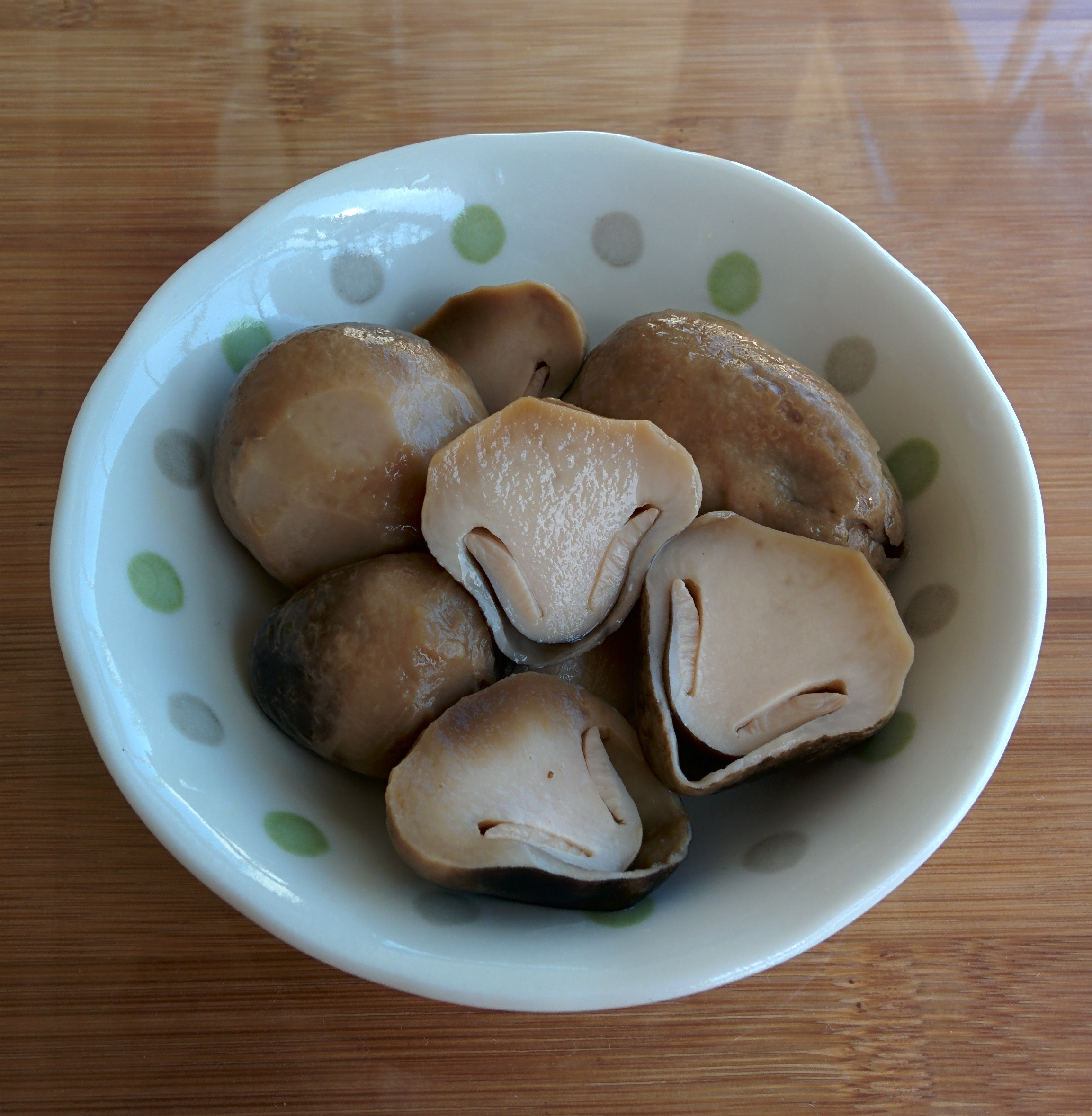
Volvariella tineri, blansați

Opincuța este comestibilă dar controversată: Unii spun că este o ciupercă foarte bună și apreciată, pe când al doilea grup, recunoscând comestibilitatea ei, declară că ar fi de o valoare culinară redusă. Într-adevăr ciuperca este gustoasă și poate fi prăjită, panată ca un șnițel sau la grătar (numai pălăria) precum adăugată unei mâncări cu alte ciuperci sau conservată. Acolo unde buretele este rar, ar fi mai recomandat a se lăsa locului.
Pentru savoarea ciupercii vorbește cultivarea ei deja de mai mulți ani, în special soiul Volvariella volvacea, dar și Volvariella bombycina (vezi film).